# Галлоне, Джанфранко
Джанфранко Галлоне (итал. Gianfranco Gallone; род. 20 апреля 1963, Челье-Мессапика, Италия) — итальянский прелат и ватиканский дипломат. Титулярный архиепископ Мотоллы со 2 февраля 2019. Апостольский нунций в Замбии со 2 февраля 2019 по 3 января 2023. Апостольский нунций в Малави с 8 мая 2019 по 3 января 2023. Апостольский нунций в Уругвае с 3 января 2023.